# Gle Batee Magajah
Gle Batee Magajah är ett berg i Indonesien.   Det ligger i provinsen Aceh, i den västra delen av landet, 1 700 km nordväst om huvudstaden Jakarta. Toppen på Gle Batee Magajah är 635 meter över havet.
Terrängen runt Gle Batee Magajah är kuperad åt sydost, men åt nordväst är den bergig.Runt Gle Batee Magajah är det glesbefolkat, med 19 invånare per kvadratkilometer. Det finns inga samhällen i närheten. I omgivningarna runt Gle Batee Magajah växer i huvudsak städsegrön lövskog.